# Scaphoideus alboguttatus
Scaphoideus alboguttatus är en insektsart som beskrevs av Matsumura 1914. Scaphoideus alboguttatus ingår i släktet Scaphoideus och familjen dvärgstritar. Inga underarter finns listade i Catalogue of Life.